# 상주 무양동 석조귀부
상주 무양동 석조귀부(尙州 武陽洞 石造龜趺)는 대한민국 경상북도 상주시 거동동에 있는 석조귀부이다. 1985년 8월 5일 경상북도의 문화재자료 제129호로 지정되었다.

## 개요
비를 받쳐주던 받침돌로, 거북의 모습을 하고 있다.
전체적으로 온화한 느낌을 주고 있으며, 등에 바짝 붙은 머리는 시선이 위를 향하고 있다. 목의 비늘 표현이라든가 등껍질 무늬가 없어 간략화된 모습이 보인다. 등 중앙에는 비를 꽂아두기 위한 네모난 홈을 둔 후 그 주위로 연꽃무늬를 둘러 장식하였다.
각 부분의 조각솜씨나 양식들이 조선 태조의 헌릉비나, 영암 도갑사의 도선국사비, 삼전도비 등의 수법을 닮아 있어 조선시대 전기의 작품으로 추측된다. 상주에서 서울로 가는 길목인 무양리 비석거리에 있던 것을 이곳으로 옮긴 것으로, 옛 지명을 따서 문화재의 이름을 이와 같이 부르고 있다.

## 참고 문헌
- 상주 무양동 석조귀부 - 국가유산청 국가유산포털